# Kosów Ruski
Kosów Ruski [ˈkɔsuf ˈruski] est un village polonais de la gmina de Kosów Lacki dans le powiat de Sokołów et dans la voïvodie de Mazovie, au centre-est de la Pologne.